# Thomé Cano
Thomé Cano (Garachico, ca. 1545 – Sevilla, después de 1618) fue un marino español, autor de una obra sobre construcción naval titulada Arte para fabricar, fortificar, y aparejar naos de guerra, y merchante, publicada en 1611.

## Carrera
Hacia 1569 superó el examen de piloto de la carrera de Indias en la Casa de Contratación de Sevilla. Realizó numerosos viajes a América y alcanzó prestigio como técnico, por lo que fue consultado sobre cuestiones náuticas por el Consejo de Indias y la Casa de Contratación. Su último escrito conocido fue una opinión dada en 1618 acerca de una expedición que se planeaba a los estrechos de Magallanes y Le-Maire.

## ElArte para fabricar...

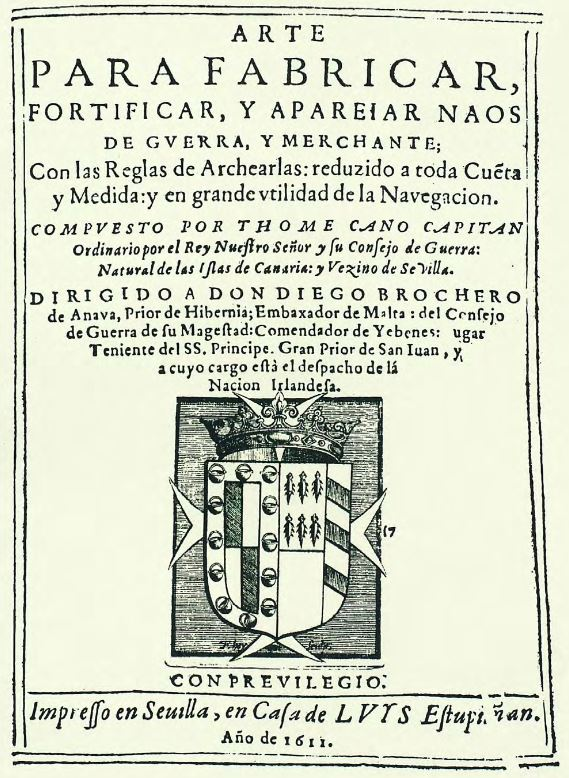
Portada del libro Arte para fabricar, fortificar y aparejar naos de guerra y merchante de Thomé Cano, publicado en Sevilla en 1611.

Cano es conocido principalmente por haber escrito el Arte para fabricar, fortificar, y aparejar naos de guerra, y merchante, dedicado al gran marino español Diego Brochero de Anaya, publicado en 1611 por la imprenta de Luis Estupiñán en Sevilla. Para ella, Cano se basó principalmente en los consejos de dos expertos: los hermanos Lucas Guillén de Veas y Juan de Veas.
Fue la tercera obra sobre construcción naval publicada en España y en el mundo, tras la de Diego Palacio en 1587 y las Ordenanzas de fábricas de navíos de 1607.
De la obra de Cano se han publicado ediciones modernas en 1954, 1964, 1993 (facsímil) y 2004 (facsímil).